# Melanotaenia iris
The Strickland rainbowfish (Melanotaenia iris) là một loài cá thuộc họ Melanotaeniidae. Nó là loài đặc hữu của Papua New Guinea.